# Ловен дом (Стара Загора)
Ловният дом в Стара Загора се намира на улица „Петър Парчевич“ № 53. Построен е за нуждите на Ловно дружество „Сокол“ – Стара Загора през 1932 г.

## История
Сградата е построена със собствени средства на членовете на ловното дружество и със заем от Популярната банка. Със съдействие на кмета Стефан Кюмюрев, който е и председател на председател на дружеството, Общината отпуска място в центъра на Стара Загора за построяването на Ловен дом. Строителството започва през 1928 г. Сградата е завършена през 1932 г.

## Архитектура
Ловният дом е в стил модерн. Има елегантна премерена украса по фасадата. Балконите са с ажурни парапети. Прозорците са издължени. Фасадата е със заоблени ъгли, два купола и два класически фронтона. Състои се от наземно пространство за дюкяни, два етажа над него и тавански етаж, който е разположен дискретно зад фронтоните.